# Пиоцано
Пиоца̀но (на италиански: Piozzano, на местен диалект Piusàn, Пиузан) е село и община в северна Италия, провинция Пиаченца, регион Емилия-Романя. Разположено е на 222 m надморска височина. Населението на общината е 645 души (към 2013 г.).